# Trithrinax brasiliensis
Trithrinax brasiliensis là loài thực vật có hoa thuộc họ Arecaceae. Loài này được Mart. miêu tả khoa học đầu tiên năm 1837.

## Hình ảnh

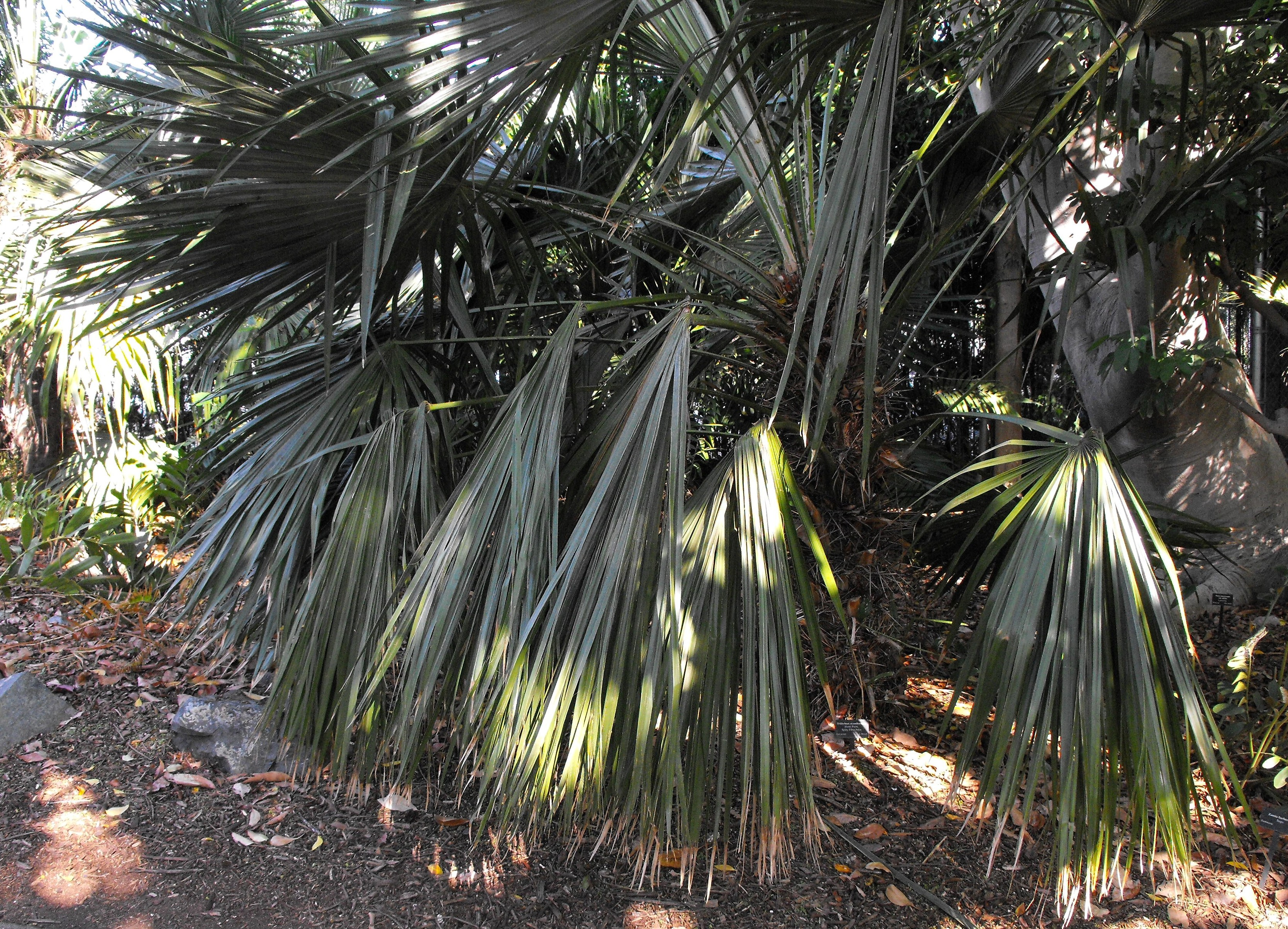
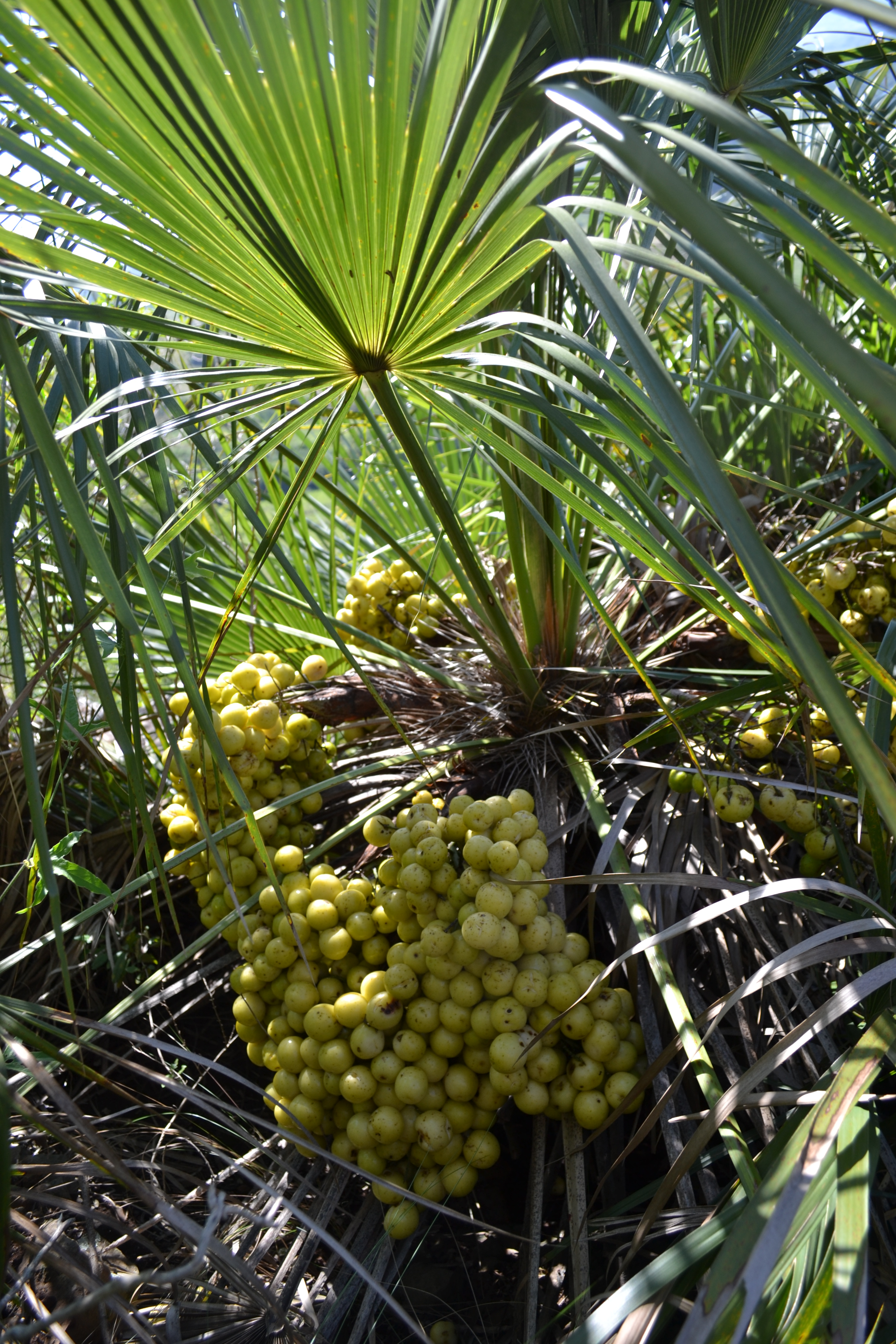
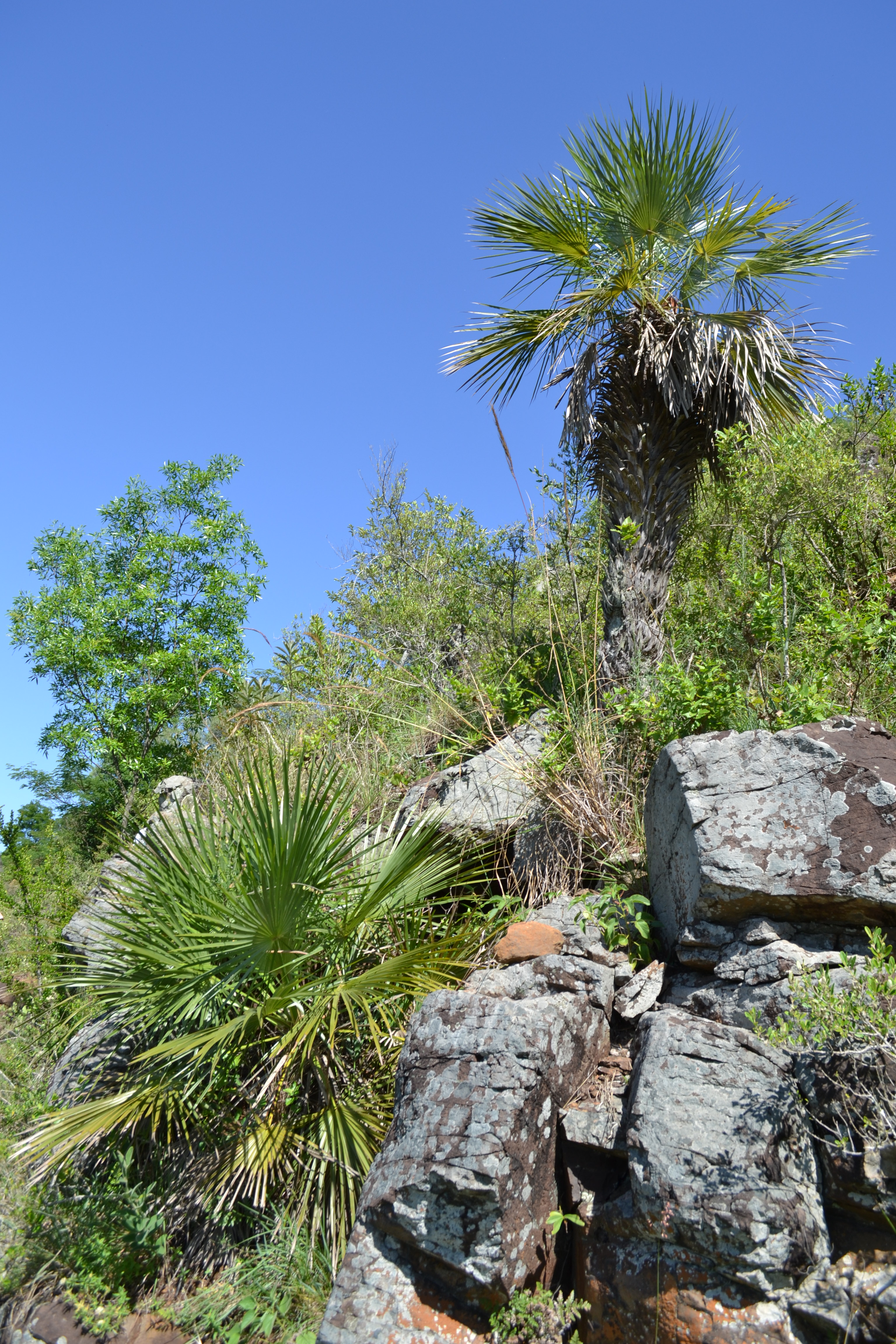
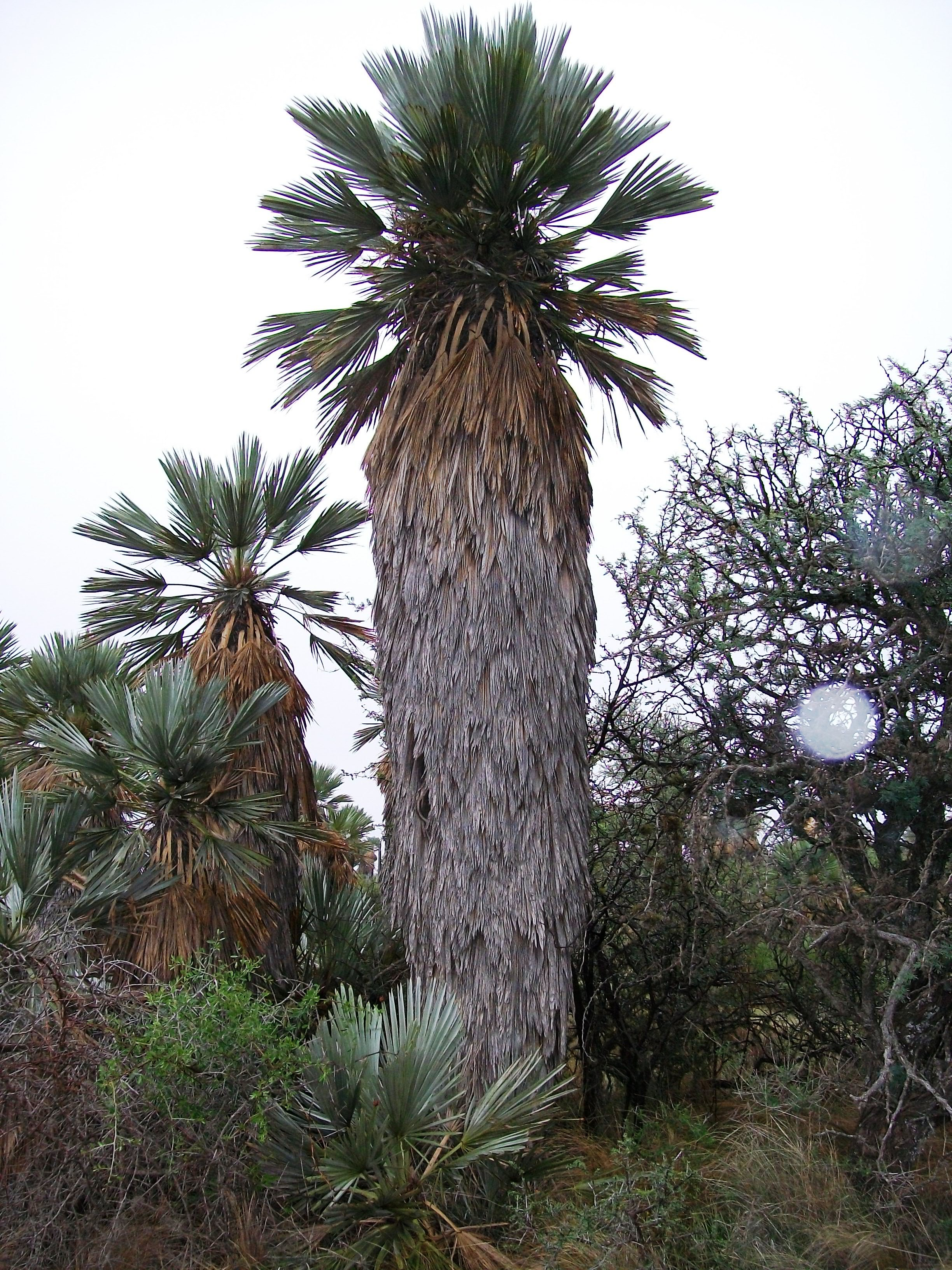